# Scopadus ciliatus
Scopadus ciliatus là một loài bọ cánh cứng trong họ Cerambycidae.